# Alliance (Islande)
Pour les articles homonymes, voir Alliance.
L'Alliance (en islandais : Samfylkingin), aussi appelée Alliance social-démocrate, est un parti politique islandais social-démocrate et europhile, classé au centre gauche. Depuis les élections législatives de 2024, le parti occupe 15 sièges à l'Althing, le Parlement islandais. L'Alliance est membre associée du Parti socialiste européen et a été membre de l'Internationale socialiste jusqu'en 2017.
Créée en 1999 comme coalition de la gauche islandaise puis unifiée en tant que parti, l'Alliance accède aux fonctions gouvernementales en 2007 en formant une grande coalition avec le Parti de l'indépendance, conservateur, puis, en 2009, en pleine crise économique et politique, prend la tête du gouvernement en s'alliant avec l'autre parti islandais de gauche, le Mouvement des verts et de gauche. En 2013, l'Alliance est sévèrement battue et siège depuis dans l'opposition.

## Histoire

### Création
Elle est constituée, en 1998, sous forme de coalition politique en vue des élections législatives de 1999, par le rassemblement de quatre formations de gauche et centre gauche, à savoir le Parti social-démocrate (AF), fondé en 1916, l'Alliance du peuple (AB), fondée en 1956, la Liste des femmes (SK), fondée en 1983, et le Réveil de la Nation (Tha), fondé en 1994.
L'Alliance adopte alors un programme de centre gauche, proche des idées du New Labour de Tony Blair, ce qui pousse certains députés à quitter la coalition et fonder le Mouvement des verts et de gauche (Vg). L'opération visant à rassembler toute la gauche islandaise échoue donc, l'Alliance remportant 26,8 % des suffrages exprimés et 17 députés, contre 23 pour l'ensemble des partis la constituant en 1995. Malgré cela, les quatre partis fondateurs décident, en mai 2000, de fusionner afin de créer un parti politique capable d'être un contre-poids de gauche au Parti de l'indépendance (Sja), qui domine la vie politique de l'île. Aux élections de 2003, l'Alliance remporte 20 députés et 31 % des suffrages, tandis que le Sja tombe à 33,7 % des voix et 22 députés.

### Grande coalition de 2007
Lors des législatives de 2007, la coalition gouvernementale de centre droit, au pouvoir depuis douze ans, obtient une courte majorité absolue de 32 députés sur 63, ce qui pousse le Premier ministre Geir Haarde, du Sja, à faire appel à la Sam pour gouverner. Les deux formations constituent alors un gouvernement de grande coalition dans lequel Ingibjörg Sólrún Gísladóttir, élue présidente de l'Alliance en 2005, devient ministre des Affaires étrangères.
Cette participation au gouvernement aux côtés des conservateurs conduit les dirigeants de l'Alliance à revenir sur leurs promesses préélectorales et à manifester un soutien inébranlable au secteur financier. 
Ébranlé par la crise bancaire et budgétaire, le chef du gouvernement décide finalement de démissionner le 26 janvier 2009.

### Direction du gouvernement en 2009
Ingibjörg Gisladóttir est alors chargée initialement de constituer le nouveau gouvernement avec le Mouvement des verts et de gauche (Vg), mais elle renonce pour raisons de santé et est remplacée par Jóhanna Sigurðardóttir. Celle-ci conduit l'Alliance à la victoire avec 29,8 % des voix, et 20 députés, aux élections législatives du 25 avril ce qui fait des sociaux-démocrates la première force politique d'Islande. La coalition gouvernementale de gauche, désormais forte de 34 élus, est ensuite reconduite.

### Déclin
Après quatre ans au pouvoir, l'Alliance est sévèrement battue lors des élections législatives d'avril 2013 où elle obtient seulement neuf sièges et se retrouve dans l'opposition. Enfin, à l'issue des élections législatives anticipées du 29 octobre 2016, où le parti n'obtient qu'un peu plus de 10 000 voix, l'Alliance ne détient plus que trois sièges.
En octobre 2017, alors qu'une crise politique provoque de nouvelles élections anticipées, l'Alliance connaît un regain de popularité et arrive en troisième position avec 12 % des voix, et obtient 7 sièges.

## Résultats électoraux

### Élections législatives

#### Résultats nationaux
| Élection | Voix   | %     | Sièges  | Gouvernement                                     |
| -------- | ------ | ----- | ------- | ------------------------------------------------ |
| 1999     | 44 378 | 26,78 | 17 / 63 | Opposition                                       |
| 2003     | 56 700 | 30,95 | 20 / 63 | Opposition                                       |
| 2007     | 48 742 | 26,76 | 18 / 63 | Haarde II (2007-2009) et Sigurðardóttir I (2009) |
| 2009     | 55 758 | 29,79 | 20 / 63 | Sigurðardóttir II                                |
| 2013     | 24 292 | 12,85 | 9 / 63  | Opposition                                       |
| 2016     | 10 893 | 5,74  | 3 / 63  | Opposition                                       |
| 2017     | 23 652 | 12,05 | 7 / 63  | Opposition                                       |
| 2021     | 19 825 | 9,93  | 6 / 63  | Opposition                                       |
| 2024     | 44 091 | 20,75 | 15 / 63 | Frostadóttir                                     |

#### Résultats par circonscription
| Année | Nord Ouest | Nord Ouest | Nord Est | Nord Est | Sud  | Sud    | Sud Ouest | Sud Ouest | Reykjavik Sud | Reykjavik Sud | Reykjavik Nord | Reykjavik Nord |
| Année | %          | Sièges     | %        | Sièges   | %    | Sièges | %         | Sièges    | %             | Sièges        | %              | Sièges         |
| ----- | ---------- | ---------- | -------- | -------- | ---- | ------ | --------- | --------- | ------------- | ------------- | -------------- | -------------- |
| 2003  | 23,2       | 2 / 10     | 23,4     | 2 / 10   | 29,7 | 4 / 10 | 32,8      | 4 / 11    | 33,3          | 4 / 11        | 36,3           | 4 / 11         |
| 2007  | 21,2       | 2 / 9      | 20,8     | 2 / 10   | 26,8 | 2 / 10 | 28,4      | 4 / 12    | 29,0          | 3 / 11        | 29,2           | 5 / 11         |
| 2009  | 22,7       | 2 / 9      | 22,7     | 3 / 10   | 28,0 | 3 / 10 | 32,2      | 4 / 12    | 32,9          | 4 / 11        | 32,9           | 4 / 11         |
| 2013  | 12,2       | 1 / 8      | 10,6     | 1 / 10   | 10,2 | 1 / 10 | 13,6      | 2 / 13    | 14,2          | 2 / 11        | 14,3           | 2 / 11         |
| 2016  | 8,0        | 1 / 8      | 6,3      | 1 / 10   | 6,4  | 1 / 10 | 4,8       | 0 / 13    | 6,4           | 0 / 11        | 5,2            | 0 / 11         |
| 2017  | 9,7        | 2 / 8      | 17,8     | 1 / 10   | 9,6  | 1 / 10 | 12,1      | 1 / 13    | 12,8          | 1 / 11        | 13             | 1 / 11         |

## Liste des dirigeants

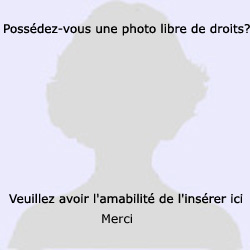
Margrét Frímannsdóttir (1999–2000)
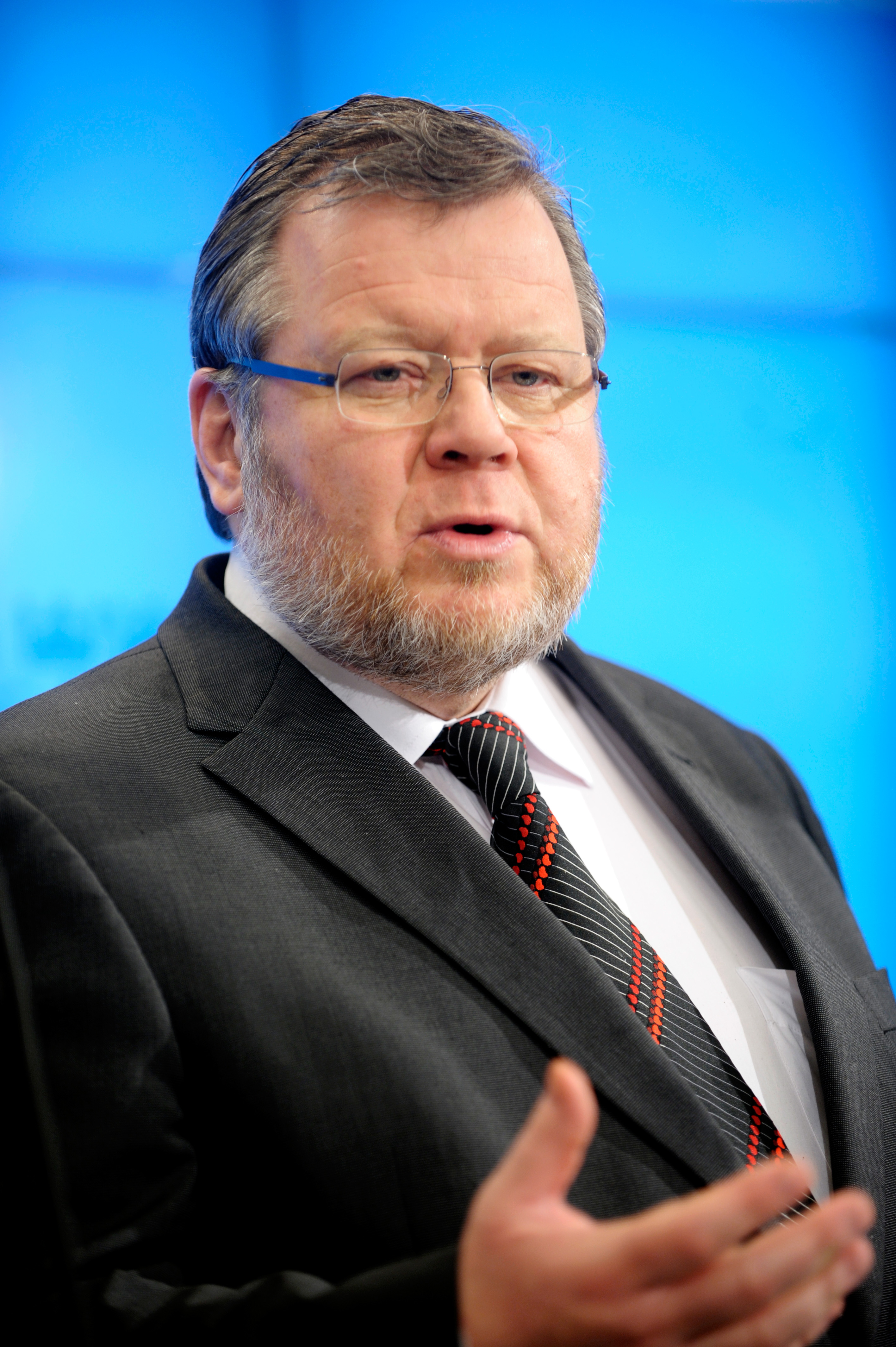
Össur Skarphéðinsson (2000–2005)
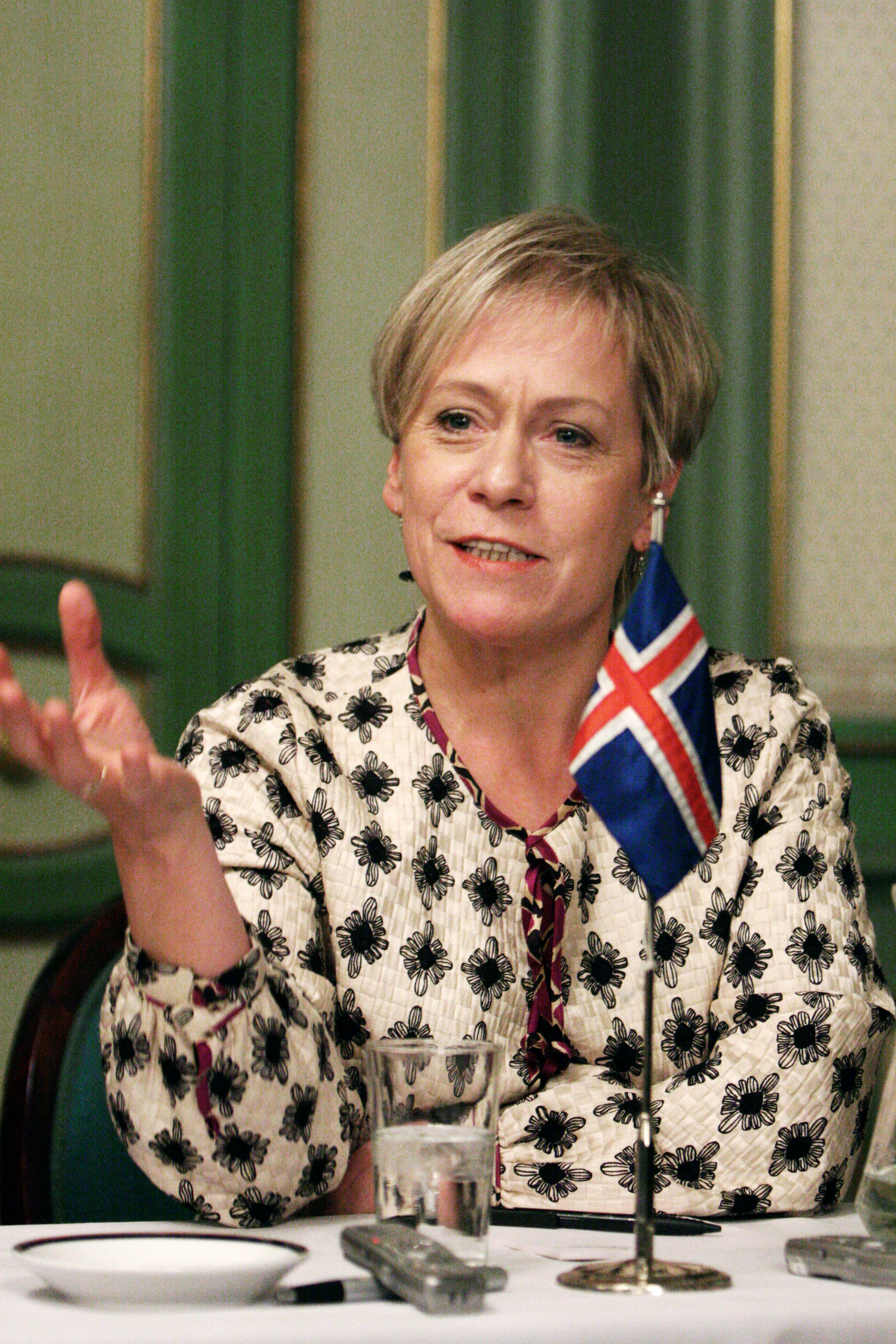
Ingibjörg Sólrún Gísladóttir (2005–2009)
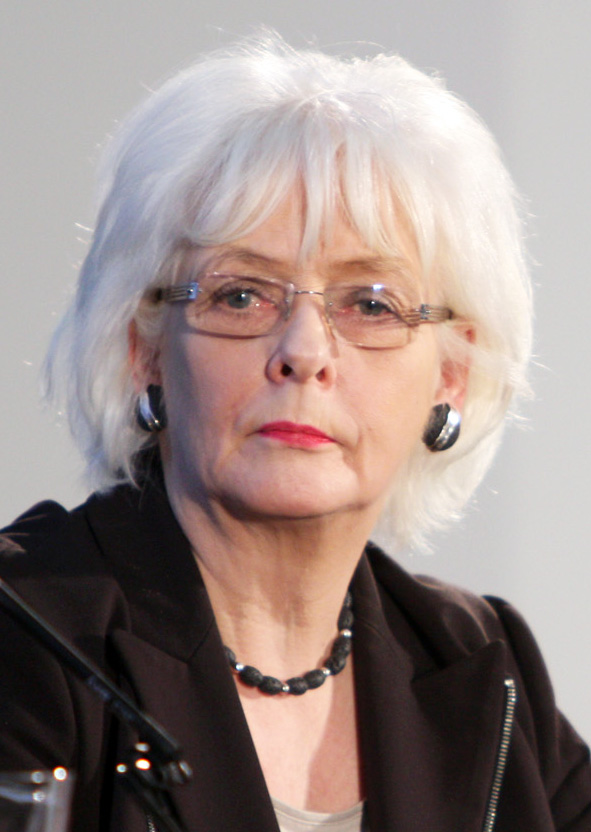
Jóhanna Sigurðardóttir (2009–2013)
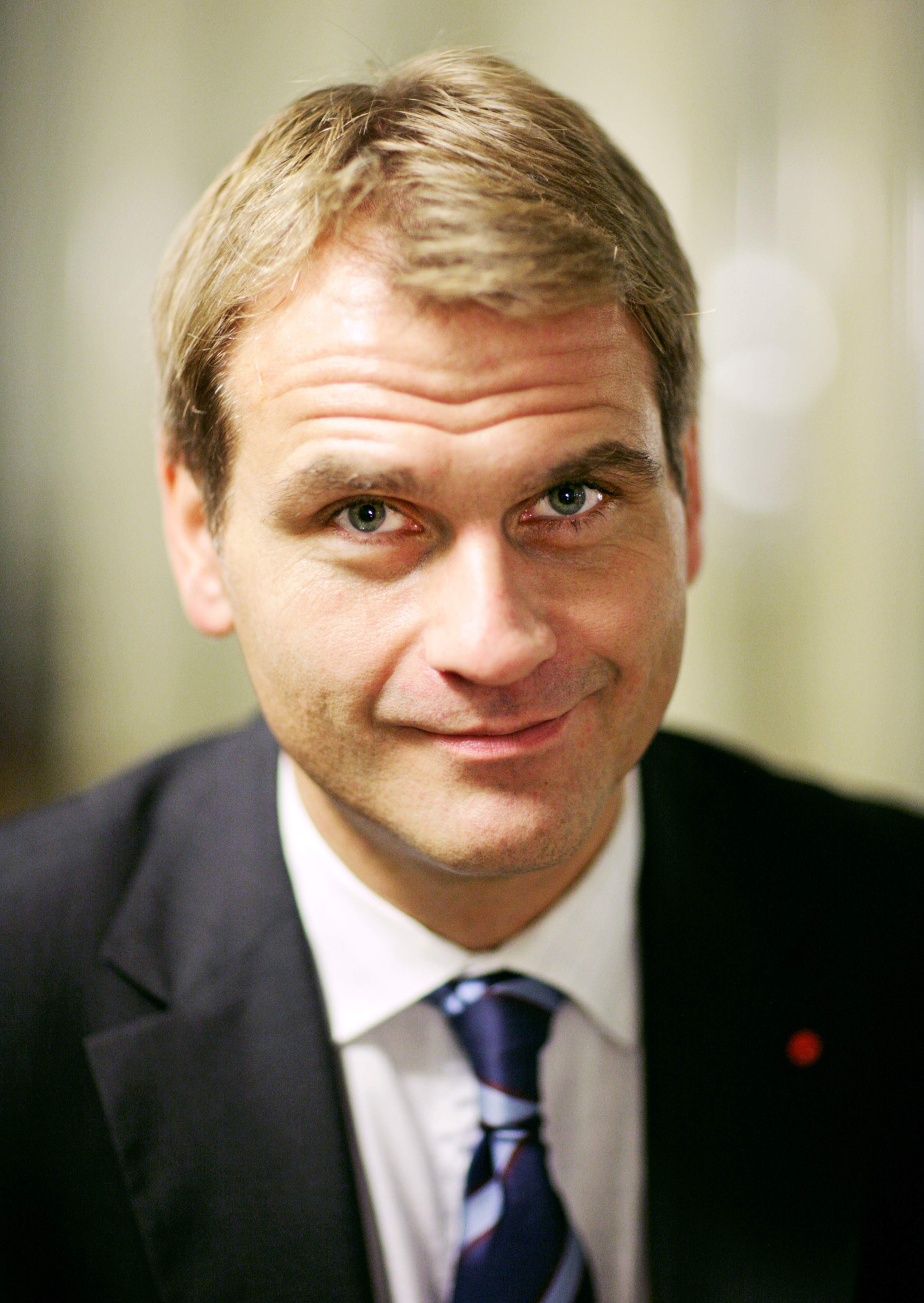
Árni Páll Árnason (2013–2016)
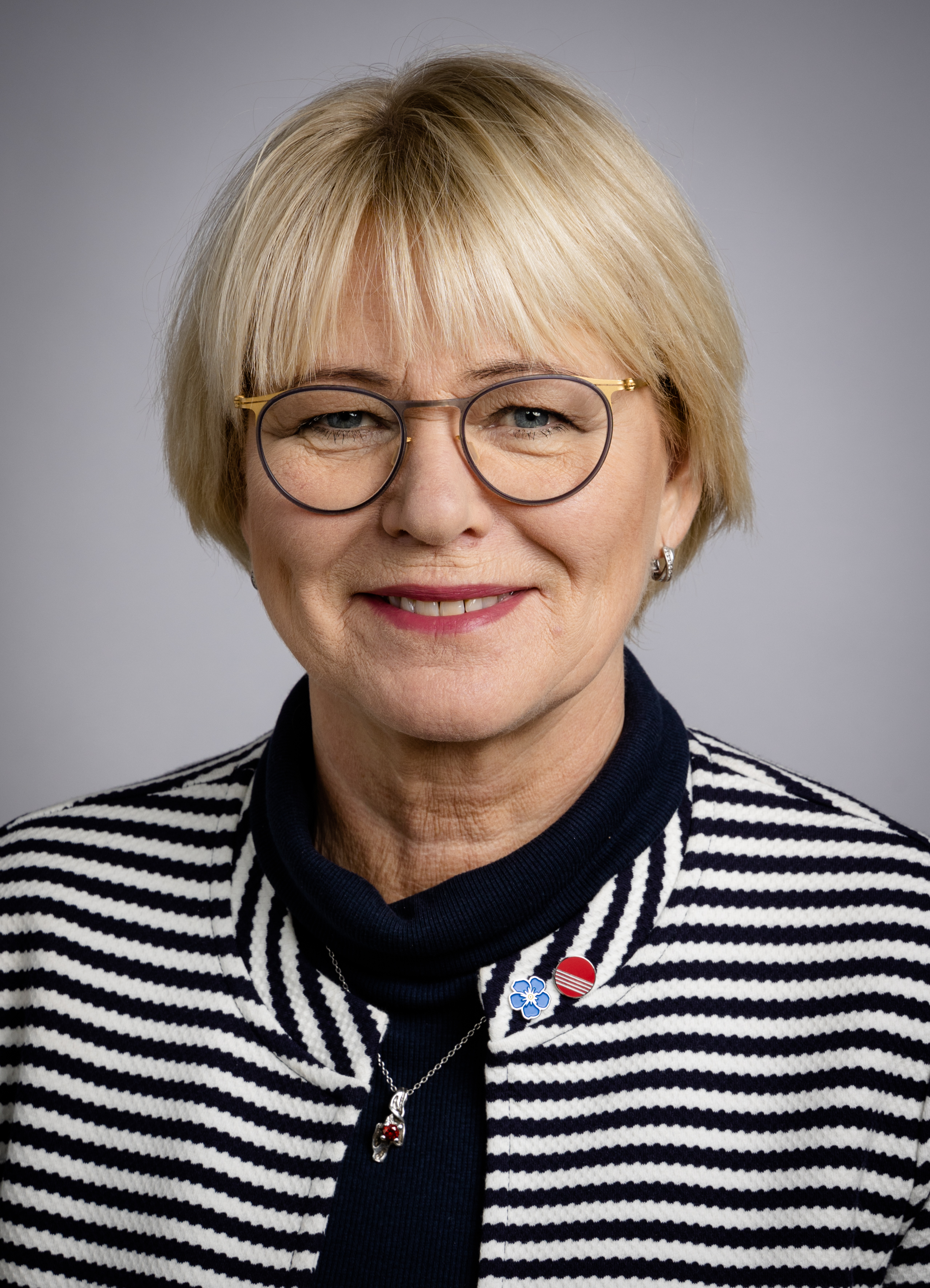
Oddný Harðardóttir (2016)
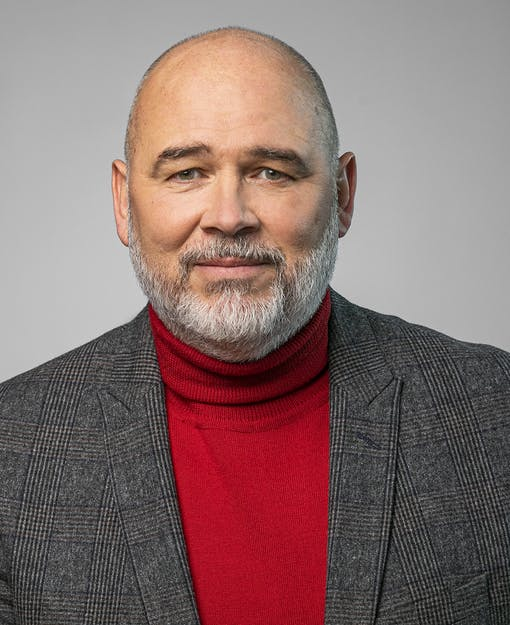
Logi Már Einarsson (2016-2022)
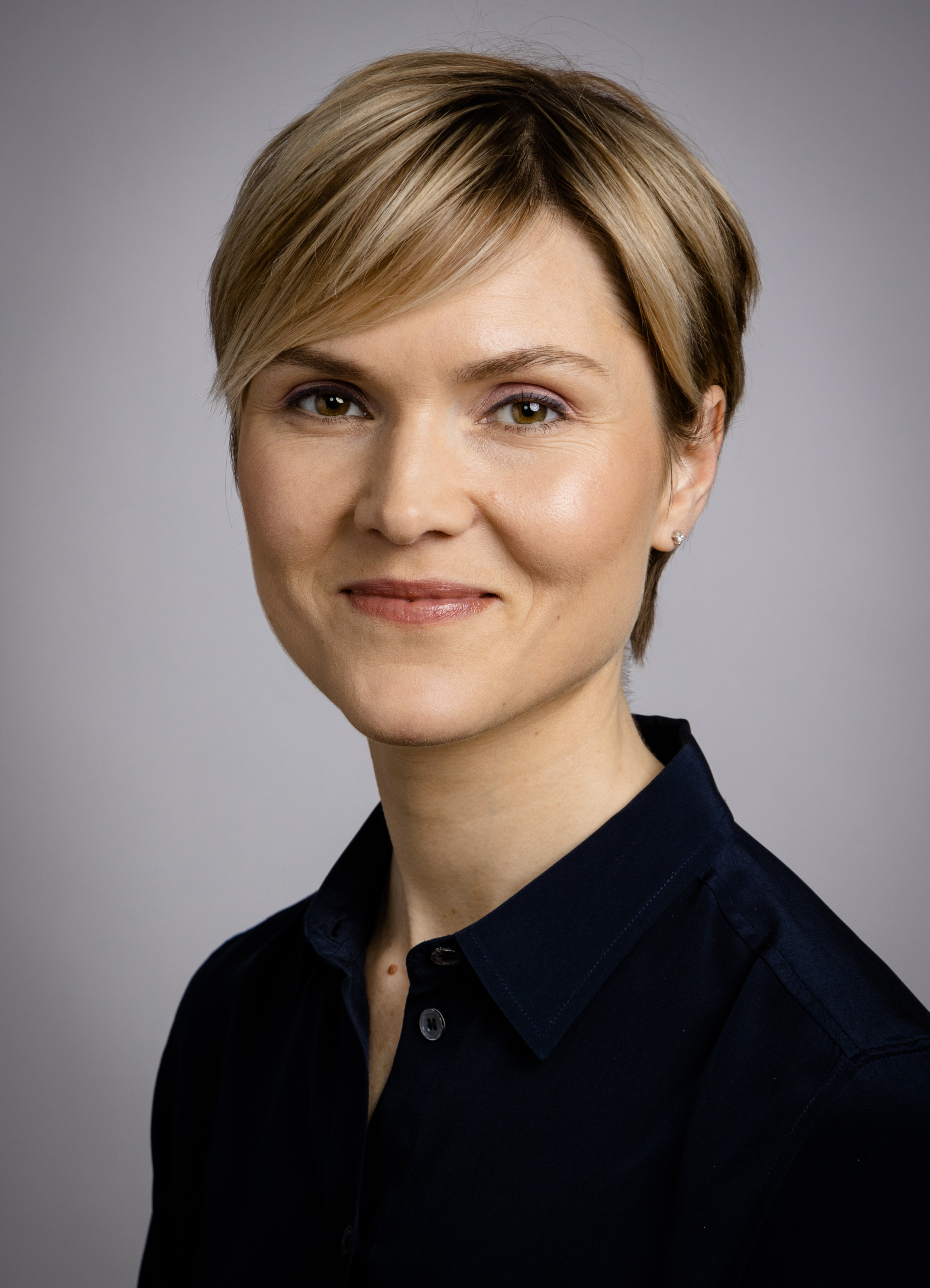
Kristrún Frostadóttir (depuis 2022)